# Sideridis desperata
Sideridis desperata är en fjärilsart som beskrevs av Bang-haas. Sideridis desperata ingår i släktet Sideridis och familjen nattflyn. Inga underarter finns listade i Catalogue of Life.